# Aaron Hunt
Aaron Hunt (født 4. september 1986 i Goslar, Vesttyskland) er en tysk tidligere fodboldspiller, der spillede som angriber eller alternativt midtbanespiller. Han har blandt andet spillet for Bundesliga-klubberne Hamburger SV, Werder Bremen og Wolfsburg.
I 2009 var han en del af holdet Werder Bremen, der vandt DFB-Pokalen.

## Landshold
Hunt har spillet adskillige kamp for sit land på både U-16, U-17 og U-21 niveau. Den 18. november 2009 fik han sin debut for Tysklands A-landsholdet i en venskabskamp mod Elfenbenskysten.

## Titler
DFB-Pokal
- 2009 med Werder Bremen